# Hệ thống phòng thủ chủ động

Hệ thống phòng thủ chủ động Arena:
1. Silo bảo vệ
2. Radar
3. Đạn đánh chặn
4. Tên lửa điều khiển chống tăng đang bay tới
5. Giai đoạn theo dõi

Hệ thống phòng thủ chủ động hay hệ thống bảo vệ chủ động (tiếng Anh: Active protection system – APS) là hệ thống có chức năng ngăn chặn hoặc tiêu diệt các loại vũ khí thông minh như tên lửa/đạn có điều khiển, được thiết kế và sử dụng phổ biến nhằm mục đích bảo vệ các phương tiện chiến đấu bọc thép.
Các biện pháp đối phó có thể che giấu phương tiện hoặc vô hiệu hóa sự dẫn đường của mối đe dọa đang tới gần được gọi là biện pháp tiêu diệt mềm.
Các biện pháp đối phó tấn công vật lý vào mối đe dọa đang tới gần để gây hư hại hoặc phá hủy nó, từ đó hạn chế khả năng xuyên giáp của nó được gọi là biện pháp tiêu diệt cứng.

## Phân loại

### Biện pháp tiêu diệt mềm

Súng phóng lựu khói sàng lọc đa nòng trang bị trên xe tăng K2 Black Panther

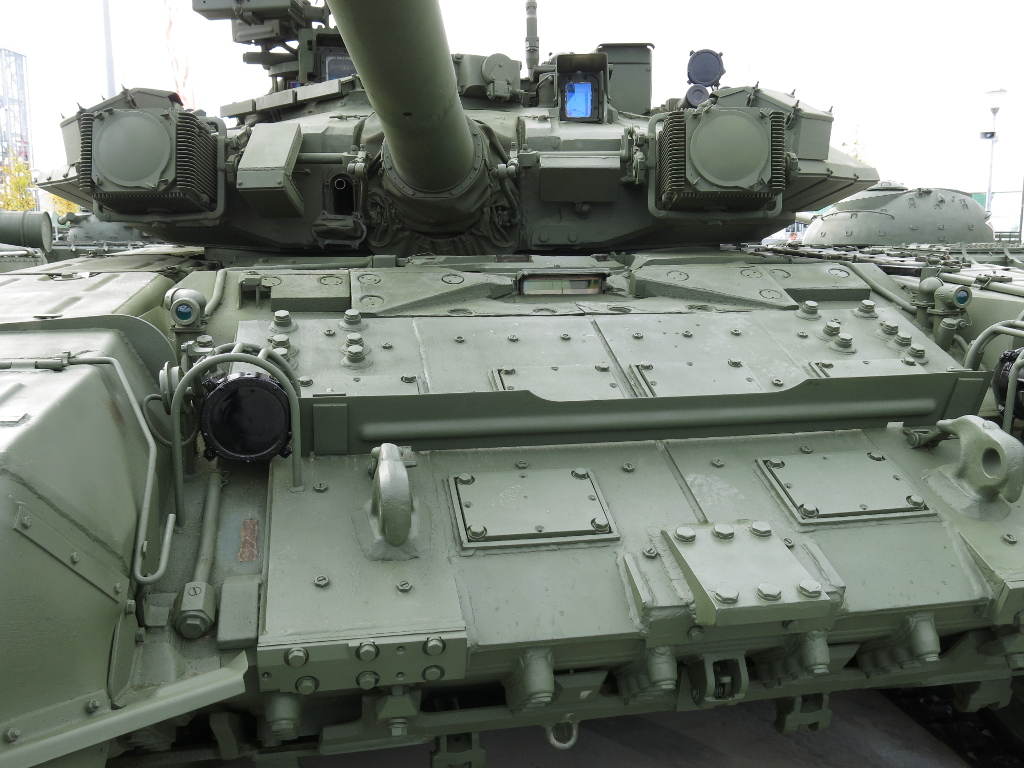
Hệ thống Shtora-1 trang bị trên xe tăng T-90A

Các biện pháp tiêu diệt mềm được thiết kế để đối phó với vũ khí dẫn đường bằng cách che giấu phương tiện được bảo vệ khỏi chúng (ví dụ như màn khói) hoặc gây nhầm lẫn cho hệ thống dẫn đường của chúng bằng bức xạ (ví dụ như thiết bị gây lóa mắt). Một số hệ thống sử dụng thiết bị gây lóa mắt bằng laser để gây mù tạm thời cho người vận hành hoặc làm "chói mắt" các cảm biến quang học của tên lửa điều khiển chống tăng SACLOS, chẳng hạn như JD-3 được trang bị trên xe tăng Type 99. Những hệ thống khác sử dụng bộ phát hồng ngoại mạnh để gây nhiễu đầu dò hồng ngoại có trên nhiều loại tên lửa điều khiển chống tăng SACLOS, chẳng hạn như Shtora-1.
Các biện pháp tiêu diệt mềm có thể được chia thành các biện pháp đối phó cố định (chẳng hạn như thiết bị gây lóa mắt, được gắn cố định trên bệ) và các biện pháp đối phó tiêu hao (chẳng hạn như lựu đạn khói, được phóng ra khi sử dụng).
Các biện pháp tiêu diệt mềm có thể được dùng để phòng ngừa nhưng thường được sử dụng nhằm phản ứng với các mối đe dọa được phát hiện. Chúng rẻ hơn và đơn giản hơn so với các biện pháp tiêu diệt cứng, không gây ra thiệt hại thứ cấp từ các biện pháp đối phó, tuy nhiên nhược điểm là chỉ phản ứng với các loại vũ khí điều khiển bằng thiết bị dẫn đường điện tử hoặc quang học cũng như rất khó ngăn chặn các loại tên lửa chống tăng mới nhất được thiết kế để tránh các biện pháp tiêu diệt mềm và tấn công từ trên cao hoặc không dễ bị gây nhiễu.

### Biện pháp tiêu diệt cứng

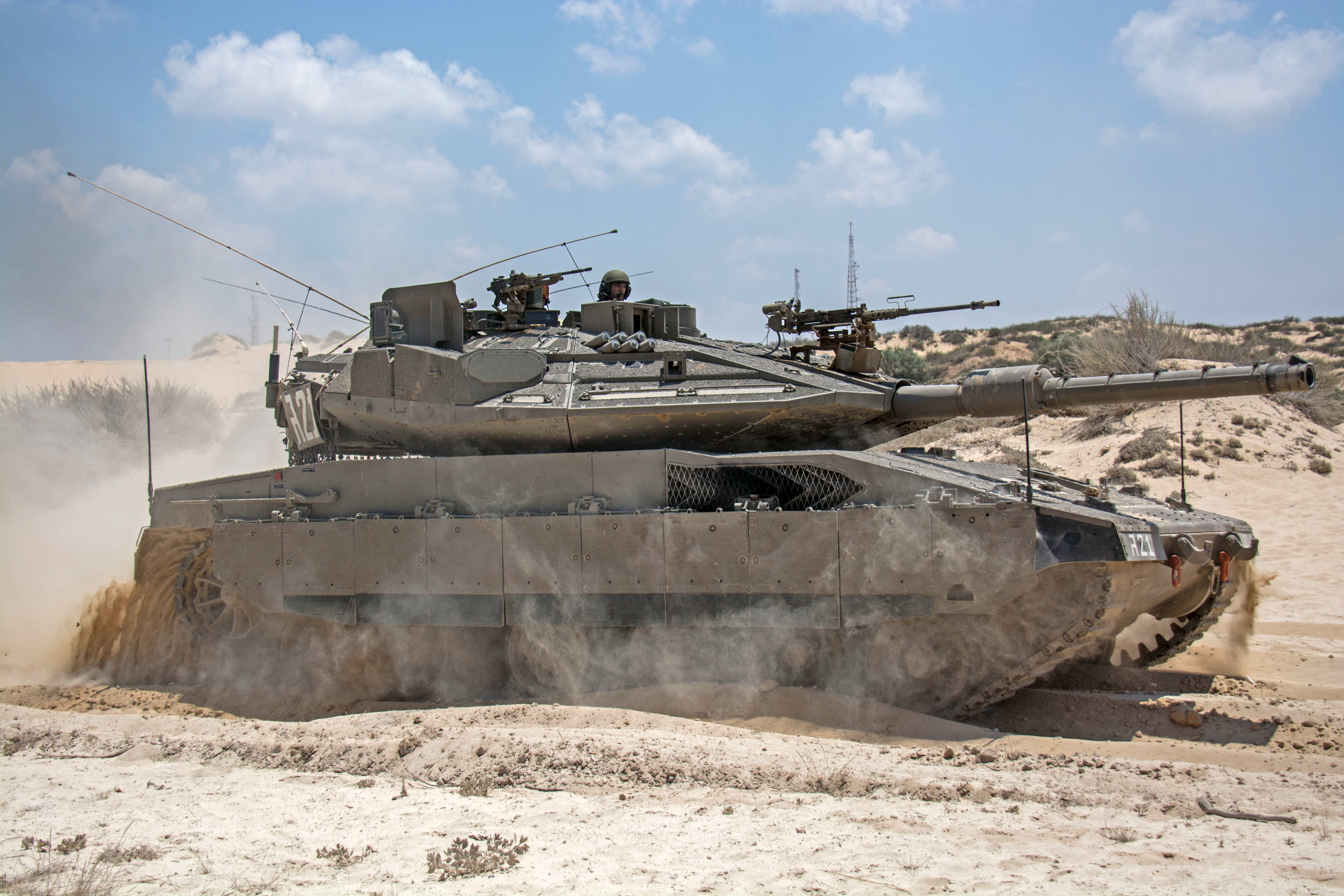
Xe tăng Merkava Mark IVM Windbreaker được trang bị hệ thống Trophy

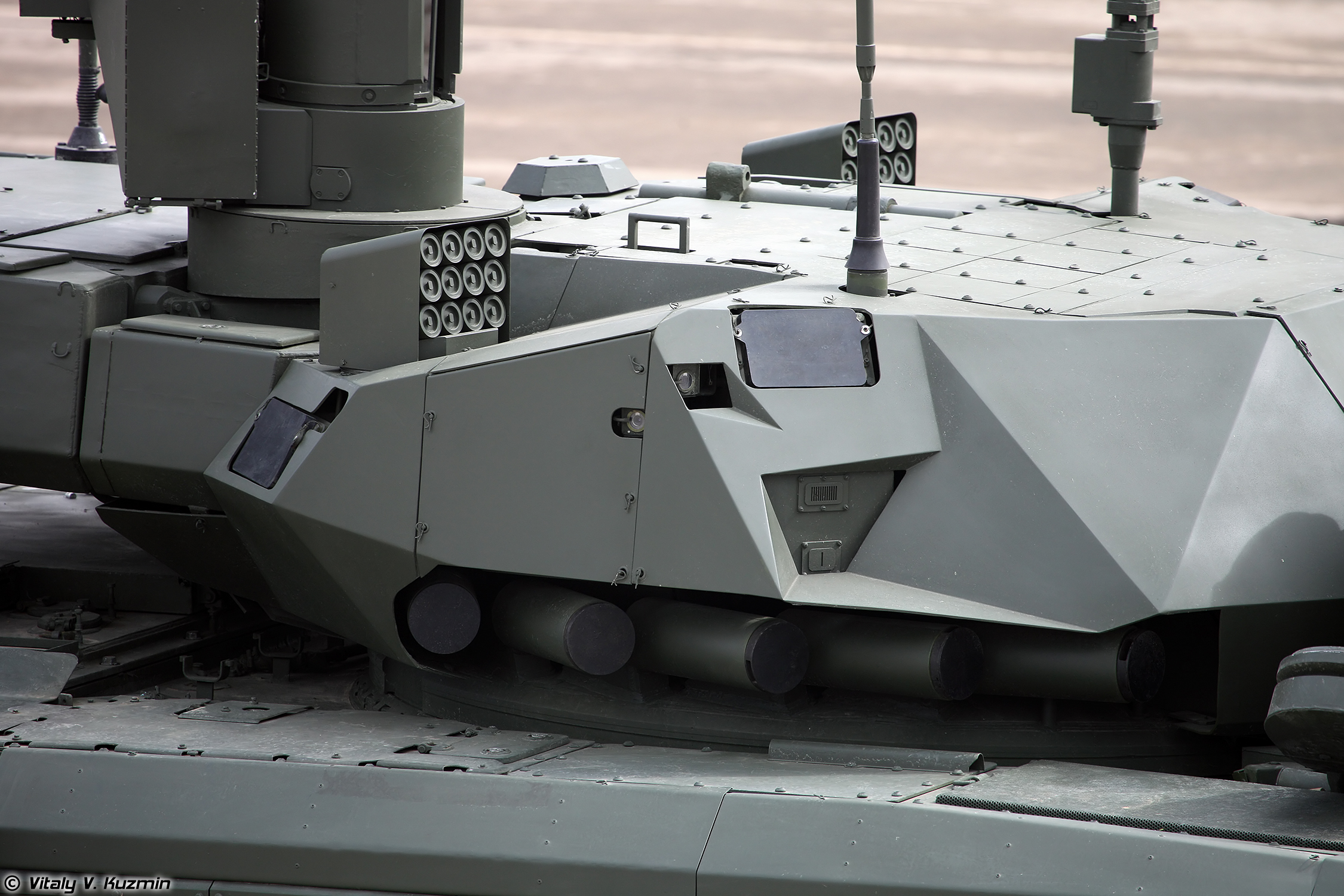
Hệ thống Afganit trang bị trên xe tăng T-14 Armata

Các biện pháp tiêu diệt cứng được thiết kế để tấn công vật lý vào tên lửa dẫn đường hoặc các loại đạn dược khác đang bay tới, thường ở phạm vi rất gần với phương tiện được bảo vệ, bằng cách sử dụng đạn đánh chặn chủ động có khả năng kích nổ hoặc làm lệch hướng tấn công nhằm hạn chế tác động của mối đe dọa đối với mục tiêu. Các hệ thống phòng thủ chủ động kiểu này được trang bị hệ thống radar cảnh giới cực nhạy hoạt động ở băng tần milimét có khả năng bao quát toàn bộ hoặc một phần không gian xung quanh phương tiện. Chúng có tác dụng phát hiện và định vị vật thể nghi vấn tiếp cận phương tiện được bảo vệ. Khi phát hiện mục tiêu, hệ thống sẽ định vị và khóa mục tiêu. Các tham số này sẽ được chuyển tới máy tính điều khiển hỏa lực để tính toán vị trí mục tiêu tiếp cận trước khi kích hoạt đạn đánh chặn. Đầu nổ xuyên tự định hình (EFP) hoặc các loại đầu đạn nổ phá mạnh định hướng thường được sử dụng làm đạn đánh chặn. Đạn đánh chặn sẽ tạo ra vùng tiêu diệt bằng mảnh văng, vì vậy có thể dẫn đến:
- Sự xáo trộn tính ổn định của đạn xuyên động năng, từ đó làm giảm khả năng xuyên của đạn khi góc lệch tăng lên.
- Khởi tạo sớm lượng nổ lõm (ví dụ: khoảng cách quá lớn), nhưng nhiều khả năng là khởi tạo không đúng cách, do đó cản trở sự khuếch trương tối ưu của phễu kim loại, thường làm bằng đồng, trong lượng nổ lõm. Phễu kim loại cung cấp hầu hết các khả năng phá giáp của vũ khí sử dụng lượng nổ lõm.
- Phá hủy tên lửa hoặc đạn pháo đang bay tới.

Các biện pháp tiêu diệt cứng phần lớn được chia thành loại tháp pháo và loại cố định. Loại tháp pháo có bệ phóng đạn đánh chặn được gắn trên đỉnh tháp pháo quay, vì vậy nó không thể phản ứng từ nhiều hướng cùng một lúc, tuy nhiên có sự linh hoạt và độ bền tuyệt vời. Loại cố định có số lượng đạn đánh chặn nhất định được lắp đặt ở nhiều vị trí trên phương tiện cho mỗi hướng, do đó có thể phòng thủ từ mọi hướng cùng một lúc và tốc độ phản ứng cũng nhanh. Tuy nhiên, số lượng đạn đánh chặn có thể lắp đặt cho mỗi hướng là có hạn, vì vậy nếu một bên đã sử dụng hết đạn, hệ thống sẽ không thể ngăn chặn được đòn tấn công tiếp theo từ hướng đó ngay cả khi vẫn còn đạn đánh chặn từ các hướng khác.
Có nhiều ví dụ về biện pháp tiêu diệt cứng. Hệ thống Arena của Nga sử dụng radar Doppler để phát hiện, định vị các mối đe dọa tiếp cận phương tiện được bảo vệ và kích hoạt đạn đánh chặn để loại bỏ mối đe dọa. Hệ thống Trophy của Israel bắn một đầu đạn đa đầu nổ xuyên tự định hình (MEFP) để tiêu diệt mối đe dọa. Hệ thống Quick Kill của Hoa Kỳ phát hiện các mối đe dọa đang đến bằng cách sử dụng mảng quét điện tử chủ động, đánh giá mối đe dọa và triển khai một rocket đánh chặn cỡ nhỏ. Một hệ thống khác của Hoa Kỳ, được gọi là Iron Curtain, sử dụng hai cảm biến giúp giảm tỉ lệ cảnh báo sai và đánh bại các mối đe dọa cách mục tiêu cần bảo vệ vài inch bằng cách kích hoạt đạn đánh chặn được thiết kế để giảm thiểu thiệt hại. Hệ thống Afganit của Nga trang bị trên xe chiến đấu bộ binh Armata sử dụng radar bước sóng milimét để phát hiện, theo dõi và đánh chặn các loại đạn chống tăng đang bay tới. Theo báo cáo, nó có thể đánh chặn các loại đạn xuyên động năng thoát vỏ ổn định bằng cánh đuôi cũng như các loại đạn chống tăng dùng thuốc nổ mạnh (HEAT).

## Nhược điểm và hạn chế

### Đe dọa lực lượng bộ binh
Đây chủ yếu là nhược điểm của biện pháp tiêu diệt cứng. Nguyên tắc đánh chặn của biện pháp tiêu diệt cứng là kích hoạt đạn đánh chặn (thường là loại nổ phá mạnh định hướng) tạo ra vùng tiêu diệt bằng cách phân tán các mảnh vỡ định hướng thành một cục hoặc triển khai đạn đánh chặn có thuốc nổ, có thể tạo ra sát thương đối với lực lượng bộ binh tùng thiết, do đó các hệ thống phòng thủ chủ động kiểu này thường được trang bị trên những đơn vị xe tăng đột phá, thọc sâu. Người ta cho rằng điều này có thể được khắc phục đáng kể bằng cách giảm sức nổ của đạn đánh chặn và khiến nó bắn chính xác hơn, nhưng không có khả năng loại bỏ hoàn toàn thiệt hại cho bộ binh do bản chất của vụ nổ và các mảnh vỡ.

### Nhiễu
Núi và các phương tiện xung quanh phản xạ lại sóng vô tuyến, từ đó gây ra hiện tượng nhiễu radar, ảnh hưởng xấu đến hiệu suất phát hiện, định vị và khóa mục tiêu của radar cảnh giới được trang bị trong hệ thống.

### Vũ khí tấn công đột nóc
Các loại tên lửa điều khiển chống tăng tấn công theo kiểu đột nóc như FGM-148 Javelin (Hoa Kỳ) và Trigat (Đức) có đường bay lao từ trên xuống mục tiêu. Không phải tất cả các hệ thống phòng thủ chủ động đều được thiết kế có thể bắn ở độ cao cực đại cần thiết nhằm chống lại các loại vũ khí như vậy, nhất là các hệ thống phòng thủ chủ động đời đầu. Ngoài ra RPG bắn ở góc dốc xuống từ các vị trí trên cao, đạn pháo thông minh tấn công từ trên cao và máy bay không người lái tự sát có thể gây ra mối đe dọa tương tự. Do đó, các hệ thống phòng thủ chủ động mới đã được thiết kế khắc phục nhược điểm này. Hệ thống KAPS, sẽ được bổ sung vào K-2 Black Panther, có thể phản ứng trước các góc bắn với độ cao lên tới 60 độ.

### Chi phí đắt
Các hệ thống phòng thủ chủ động khó phân phối vì chúng thường rất đắt tiền, bao gồm các thiết bị điện tử như cảm biến radar, bộ xử lý tốc độ cao cũng như các bộ phản ứng mang lại tác dụng phòng thủ quyết định. Do đó, thường xảy ra trường hợp chỉ trang bị các thiết bị tiêu diệt mềm thay vì trang bị các thiết bị tiêu diệt cứng. K-2 Black Panther của Hàn Quốc cũng đã phát triển thiết bị tiêu diệt cứng nhưng không được trang bị theo thông số kỹ thuật hiện tại do vấn đề chi phí, lo ngại về thiệt hại đối với lực lượng bộ binh tùng thiết trong các hoạt động vũ trang kết hợp và các cải tiến bổ sung.

## Danh sách hệ thống phòng thủ chủ động

### Biện pháp tiêu diệt mềm
- Ba Lan
  - Obra-3
- Đức
  - MUSS
- Hàn Quốc
  - MSSG
- Hoa Kỳ
  - AN/VLQ-6 MCD
- Nga
  - Shtora-1
- Syria
  - Sarab

### Biện pháp tiêu diệt cứng
- Đức
  - AMAP-ADS
- Hàn Quốc
  - KAPS
- Hoa Kỳ
  - Iron Curtain
  - Quick Kill
- Israel
  - Iron Fist
  - Trophy
- Nam Phi/ Thụy Điển
  - LEDS-150
- Nga
  - Afganit
  - Arena
  - Drozd
- Pháp
  - DIAMANT
- Trung Quốc
  - GL5
- Ukraina
  - Zaslin